# Lighter (Miley-Cyrus-Lied)
Lighter ist ein Lied der US-amerikanischen Sängerin Miley Cyrus, welches auf ihrem fünften Studioalbum Miley Cyrus & Her Dead Petz am 30. August 2015 auf SoundCloud erschien. Am 21. November 2015 wurde ein Musikvideo zu dem Lied veröffentlicht. Cyrus trat mit Lighter bei ihrer Milky Milky Milk Tour auf.

## Komposition
Das Lied wurde von Miley Cyrus geschrieben und von Mike Will Made It und A+ produziert. Der Text handelt von zwei Personen, die mit einem Auto fahren und zusammen Marihuana rauchen. Die Ich-Person beschreibt dabei die andere Person als ihr Feuerzeug, wenn sie Feuer braucht. Außerdem werden die Gedanken und Gefühle der Person gegenüber ihrem Partner aufgezeigt.

## Liveauftritte
Cyrus sang das Lied bei ihrer Milky Milky Milk Tour im November und Dezember 2015 in den Vereinigten Staaten und Kanada.

## Musikvideo
Das Musikvideo zu Lighter wurde am 21. November 2015 auf Cyrus’ Facebook-Seite veröffentlicht. Regie führten Cyrus und Wayne Coyne von The Flaming Lips. Im Video ist Cyrus vor einer Wand zu sehen, die, ebenso wie sie selbst, mit buntem Licht bestrahlt wird, welches verschiedene Formen darstellt, die sich verändern. Cyrus wird sowohl mit ihrem ganzen Körper, als auch mit einer Nahaufnahme ihres Gesichts gezeigt.